# HD73144
HD73144 — хімічно пекулярна зоря спектрального класу
F й має видиму зоряну величину в смузі V приблизно  9,4.